# Vila Václava Ulrycha
Vila Václava Ulrycha v Pardubicích vznikla podle projektu architekta Oldřicha Lisky v letech 1923–1924. Zadavatelem všech ostatních realizovaných staveb Oldřicha Lisky v Pardubicích byla městská správa, ale v tomto jediném případě se jednalo o zakázku soukromého stavebníka, velkoobchodníka se střižním zbožím, Václava Ulrycha.

## Umístění
Vila se nachází na Bílém předměstí, východně od historického jádra města, v Gebauerově ulici čp. 10, obklopena rohovou zahradou. Původně velký zahradní pozemek se sadem, patřící k vile, byl ve 2. polovině 20. století rozparcelován a zastavěn okolními domy.

## Popis a charakter stavby
Průčelí dvoupatrové vily s hlavním vchodem je situováno západním směrem a je tvořeno portikem se čtyřmi sloupy, které nesou otevřenou terasu s kovovým zábradlím v 1. patře. Válcové dříky sloupů jsou ozdobené prstenci oboustranně kónického tvaru, čímž vznikl zajímavý plastický dekor. K hlavnímu vchodu vede schodiště, lemované odstupňovanými zídkami.
V zadním traktu vily se opakuje motiv zídek a schodiště vedoucího ke vchodu do zimní zahrady, umístěné ve zvýšeném přízemí. Zimní zahradu tvoří prosklená dřevěná konstrukce, postavená na vyvýšeném základu; schodiště ji spojuje s okolní zahradou.
Z korpusu přízemí a prvního patra, s pásy vertikálních oken, vystupuje užší středová část druhého patra zakončená klasicistním trojúhelným štítem. Civilní styl stavby s klasicizujícími prvky a jemnou výzdobou štítu a okolí oken ve 2. patře, dotváří jednobarevná šedá omítka.
Vila je i v současnosti využívána k bydlení.

### Galerie

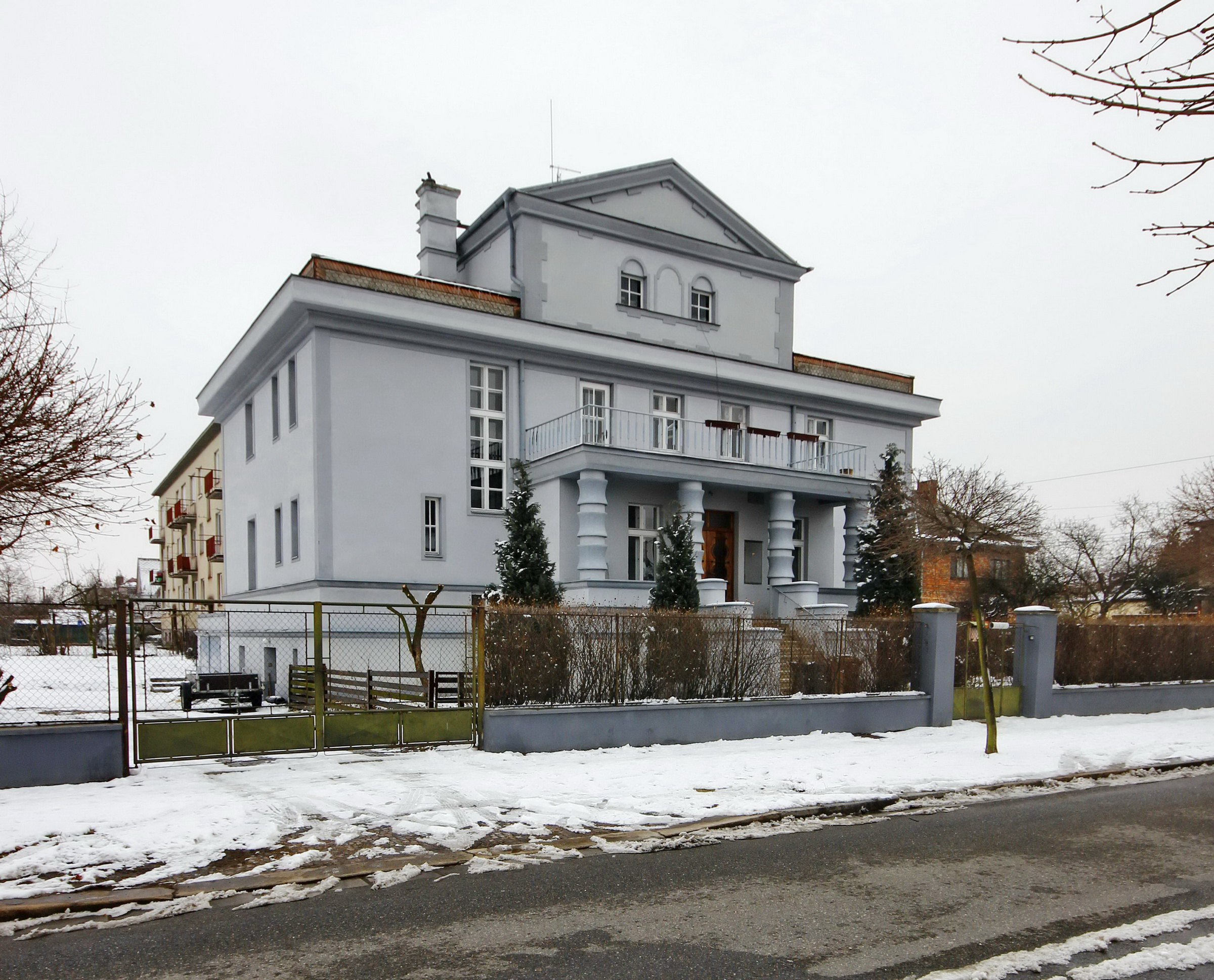
Pohled severozápadní
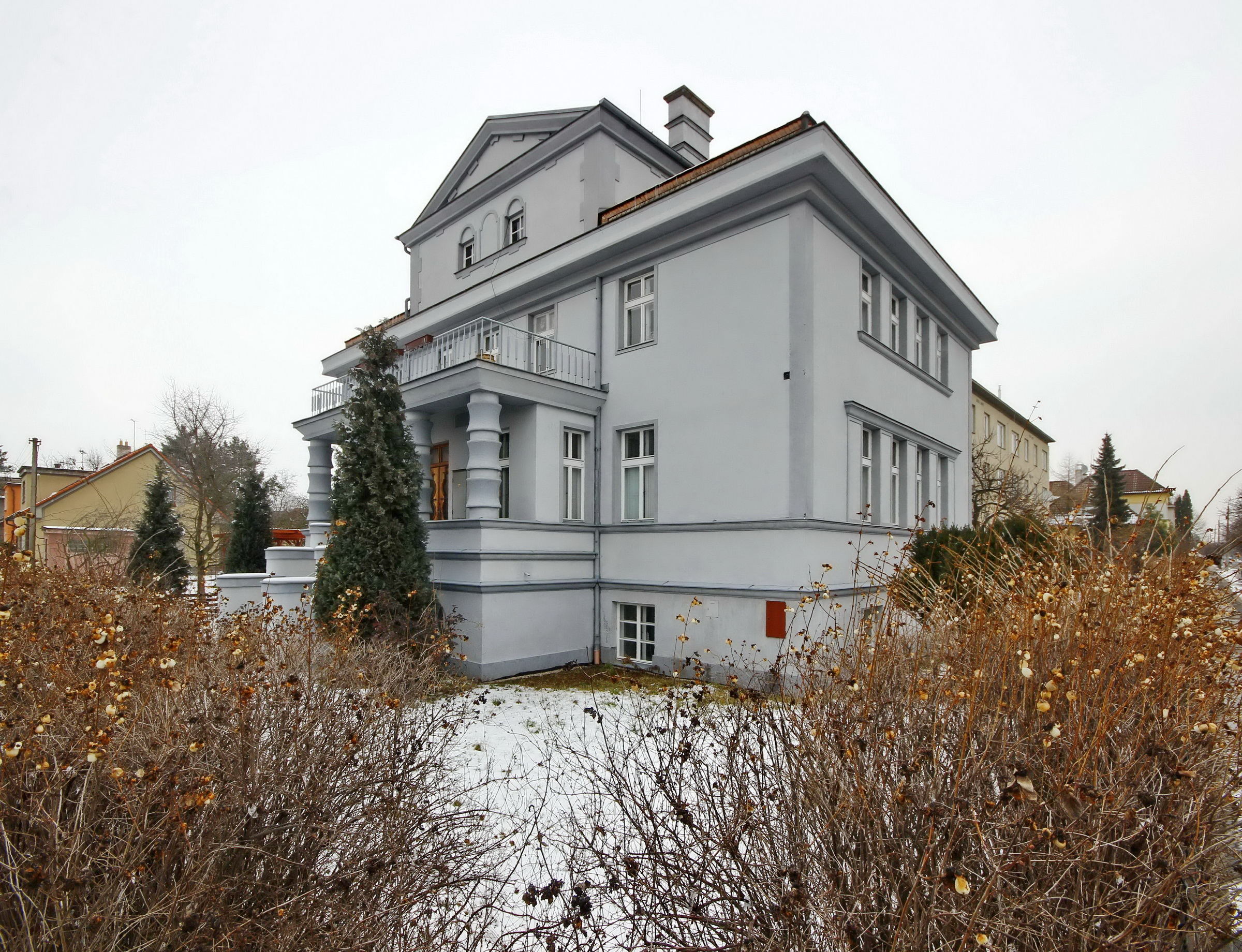
Pohled jihozápadní